# Henrik Littauer
Henrik Littauer (født 1953 i København) er en dansk musiker og psykiater.
Som musiker har han klassisk musikundervisning og skoleorkestre som baggrund. Fra 1974 til 1985 var Henrik Littauer en aktiv del af det danske rock-miljø, med bands som Buffalo, Malurt og Doraz. Han har siden været mere optaget af filmmusik og verdensmusik og spillet/indspillet med eller produceret en række danske, norske og grønlandske artister:
duoen Evald & Littauer med René Evald, Poul Krebs, Effy & Eliten, Peter Viskinde, Jan Arvid Johansen, Per Berthelsen, Lïfe Andruszkow, Britt-Eva Løkkemo, Sonjas Søstre, Thulla m.fl.
Henrik Littauer har også skrevet musik til film og teater bl.a. dokumentarfilm som Herleik og Jeg husker – fortællinger fra Grønland, samt videoserien "Filmavisa Tromsø".
Henrik Littauer tilbragte sine barneår i Grønland, og har siden opholdt sig der i perioder. 1993-2006 boede han fast med sin familie i Tromsø i Norge. I 1986 blev han uddannet som læge, og var 1996 til 2020 psykiater sideløbende med musikkarrieren.
Siden 2018 har han atter boet i Tromsø, nu som ejer og producer i musikselskabet Himalaya Sound,
med udgivelser med Krølle Erik, lokale Spleis, samt Don & The Dreamers med trommeslageren Don Powell, tidl. Slade.
Henrik Littauer har publiceret et par videnskabelige artikler om den psykoterapeutiske alliance. Hans forfatterskab inkluderer desuden kapitlet "Jensigne" i bogen "Min barndom i Grønland" (Lindhardt & Ringhof 2016)